# Orionis masoni
Orionis masoni är en stekelart som beskrevs av Shaw 1987. Orionis masoni ingår i släktet Orionis och familjen bracksteklar. Inga underarter finns listade i Catalogue of Life.